# 论弓仁
论弓仁（663年—723年），藏语名噶尔·莽布支（藏語：མགར་མང་བུ་རྗེ་，威利转写：mgar mang po rje，THL：Gar Mangpoje），是唐朝的一位将领。

## 生平
论弓仁出身吐蕃的噶尔氏家族，其父论钦陵（噶尔·钦陵赞卓），其祖父禄东赞（噶尔·东赞域松），皆为吐蕃大相。699年（聖曆二年），吐蕃赞普杜松芒波杰假借狩猎之名，大肆逮捕诛杀噶尔氏家族，论钦陵被杀。论弓仁随叔父赞婆（噶尔·没陵赞藏顿），率领吐谷浑人七千帐归附武周。授左玉钤卫将军，封酒泉郡公。707年（神龙三年），任朔方军前锋游弈使。当时张仁愿筑三受降城，论弓仁率兵出诺真水、草心山为逻卫。
开元初，突厥九姓反叛唐朝。论弓仁率军经过沙漠，越过白柽林，收降火拔部喻多真种落。𨁂跌思泰发动叛乱，战于赤柳涧，论弓仁率五百人自新堡进，与叛军交战。其部下不能抵抗，但论弓仁“椎牛誓士自若”，大战两夜，溃围而出，时人服其壮。论弓仁一生经历大小战斗数百场，未曾败绩，获赐宝玉、甲第、良田甚众，同僚都不能与他相比。累迁左骁卫大将军、朔方副大使。后病重，唐玄宗派御医前去给他看病。六十六岁病卒，赠拨川郡王，谥曰忠。

## 家庭
论弓仁有二子：长子论诚节（又名论卢），袭父郡王爵，任朔方节度副使、开府仪同三司、鸿胪卿，后进封武威郡王、太子太傅。次子论诚信（又名论旧久），官拜大将军。其子孙皆以“论”为姓。
今陕西省西安市少陵原一带有论弓仁墓。

## 延伸阅读
[在维基数据编辑]
 《新唐書·卷110》，出自《新唐書》